# Шарубин, Николай Гаврилович
Николай Гаврилович Шарубин (1815—1872) — русский гранильщик и публицист, смотритель Императорской Петергофской гранильной фабрики. 
Родился в 1815 году. До 1840 года служил на Петергофской гранильной фабрике. Ведя уединенный образ жизни, Николай Гаврилович Шарубин почти не выезжал из Петергофа, занимаясь все свободное от служебных занятий время математикой. 
С середины 1850-х годов Н. Г. Шарубин стал сотрудничать в «Иллюстрированной газете», где в течение пятнадцати лет публиковал математические задачи. Кроме того, в 1867 году он напечатал в «Иллюстрированной газете» ряд очерков под общим названием «Очерки Петергофа и его окрестностей», которые в 1868 году вышли в Санкт-Петербурге отдельным изданием, а затем там же напечатал статью «Культура драгоценных камней на гранильной фабрике»
, вышедшую впоследствии отдельной брошюрой. 
Николай Гаврилович Шарубин скончался в Петергофе в конце 1872 года.